# Asmodeus: Book of Angels Volume 7
 (janvier 2024).
Asmadeus: Book of Angels Volume 7  est un album de John Zorn joué par Marc Ribot, sorti en 2007 sur le label Tzadik. Les compositions, les arrangements et la direction sont de John Zorn.

## Titres
| 1.    | Kalmiya  | 4:40 |
| 2.    | Yezriel  | 7:26 |
| 3.    | Kezef    | 2:32 |
| 4.    | Mufgar   | 2:58 |
| 5.    | Armaros  | 4:53 |
| 6.    | Cabriel  | 2:01 |
| 7.    | Zakun    | 3:39 |
| 8.    | Raziel   | 2:24 |
| 9.    | Dagiel   | 3:23 |
| 10.   | Sensenya | 4:37 |
| 38:33 |          |      |

## Personnel
- Marc Ribot : guitare
- Trevor Dunn : basse
- Calvin Weston : batterie